# گویش ونتسی
ونتسی (پشتو: وڼېڅي) یا ترینو (پشتو: ترینو) که گاه خلگری (پشتو: څلګری) نیز نامیده می‌شود، یک گویش متمایززبان پشتو است که گاه یک زبان مستقل برشمرده می‌شود. ونتسی گاه با زبان پامیری مونجانی به جای پشتوی امروزی اشتراک دارد. این شاید نمایان‌گر شکل باستانی‌تر یا خیلی جوان پشتو باشد.
این گویش توسط قبیله ترین در پاکستان و افغانستان، به ویژه در هرنای و چوتیر در شمال ایالت بلوچستان پاکستان، گفتگو می‌شود. ونتسی به دلیل کمبود توجه در معرض انقراض است.